# Hrabstwo Golden Valley (Montana)
Hrabstwo Golden Valley (ang. Golden Valley County) – hrabstwo w stanie Montana w Stanach Zjednoczonych. Obszar lądowy hrabstwa obejmuje powierzchnię 3044,01 mil² (1175,30 km²). Według szacunków United States Census Bureau w roku 2009 miało 1057 mieszkańców. Siedzibą hrabstwa jest Ryegate.

## Miasta
- Lavina
- Ryegate